# EUCARIS
 (novembre 2023).
Si vous disposez d'ouvrages ou d'articles de référence ou si vous connaissez des sites web de qualité traitant du thème abordé ici, merci de compléter l'article en donnant les références utiles à sa vérifiabilité et en les liant à la section « Notes et références ».
EUCARIS est un traité multilatéral qui permet aux États membres de partager entre eux leurs données informatiques concernant les permis de conduire et les cartes grises, afin de traquer la fraude documentaire et les vols internationaux de véhicules.

## Histoire
EUCARIS est l'acronyme de « EUropean CAR and driving license Information System » (littéralement « système européen d'information sur les véhicules et les permis de conduire » en français).
Le dispositif EUCARIS commence en 1994 lorsque cinq pays européens coopèrent pour lutter contre la criminalité internationale automobile. Cette coopération n'est formalisée que plusieurs années plus tard lorsque l'Allemagne, la Belgique, le Luxembourg, les Pays-Bas et le Royaume-Uni signent le traité EUCARIS le 29 juin 2000 au Luxembourg. Au fil des années, d'autres États ont rejoint le dispositif.

## Fonctionnement
Le système utilise le logiciel Tuxedo.

## États membres
Le réseau européen EUCARIS ne se limite pas aux seuls États de l'Union européenne puisqu'il inclut d'autres pays comme la Suisse ou le Royaume-Uni.
Les États suivants sont membres de la convention EUCARIS :
- Allemagne
- Autriche
- Belgique
- Bulgarie
- Chypre
- Croatie
- Danemark
- Espagne
- Estonie
- Finlande
- France
- Gibraltar
- Grèce
- Hongrie
- Île de Man
- Irlande
- Islande
- Italie
- Jersey
- Lettonie
- Liechtenstein
- Lituanie
- Luxembourg
- Malte
- Norvège
- Pays-Bas
- Pologne
- Portugal
- République tchèque
- Roumanie
- Royaume-Uni
- Slovaquie
- Slovénie
- Suède
- Suisse